# Виставковий центр Лондона
| Виставковий центр Лондона | Виставковий центр Лондона                                  |
| ------------------------- | ---------------------------------------------------------- |
| Місто                     | Лондон, Велика Британія                                    |
| Будівництво               | 2000                                                       |
| Місткість                 | 5000 - 10 000                                              |
| Подія                     | Літні Олімпійські ігри 2012 Літні Паралімпійські ігри 2012 |

Виставковий центр Лондона (англ. ExCeL London) — центр виставок та конференцій, а також споруда літніх Олімпійських та Паралімпійських ігор 2012 у Лондоні.
Місткість арени становить 5000 - 10 000 місць. Тут проходили змагання Олімпіади з таких видів спорту, як: бокс, боротьба, важка атлетика, дзюдо, настільний теніс, тхеквондо, фехтування, - а також змагання Паралімпіади з бочче, важкої атлетики, дзюдо, волейболу, настільного тенісу, фехтування на візках.
З 2001 р. є місцем проведення Міжнародної  виставки озброєнь DSEI.